# Cardiophylax

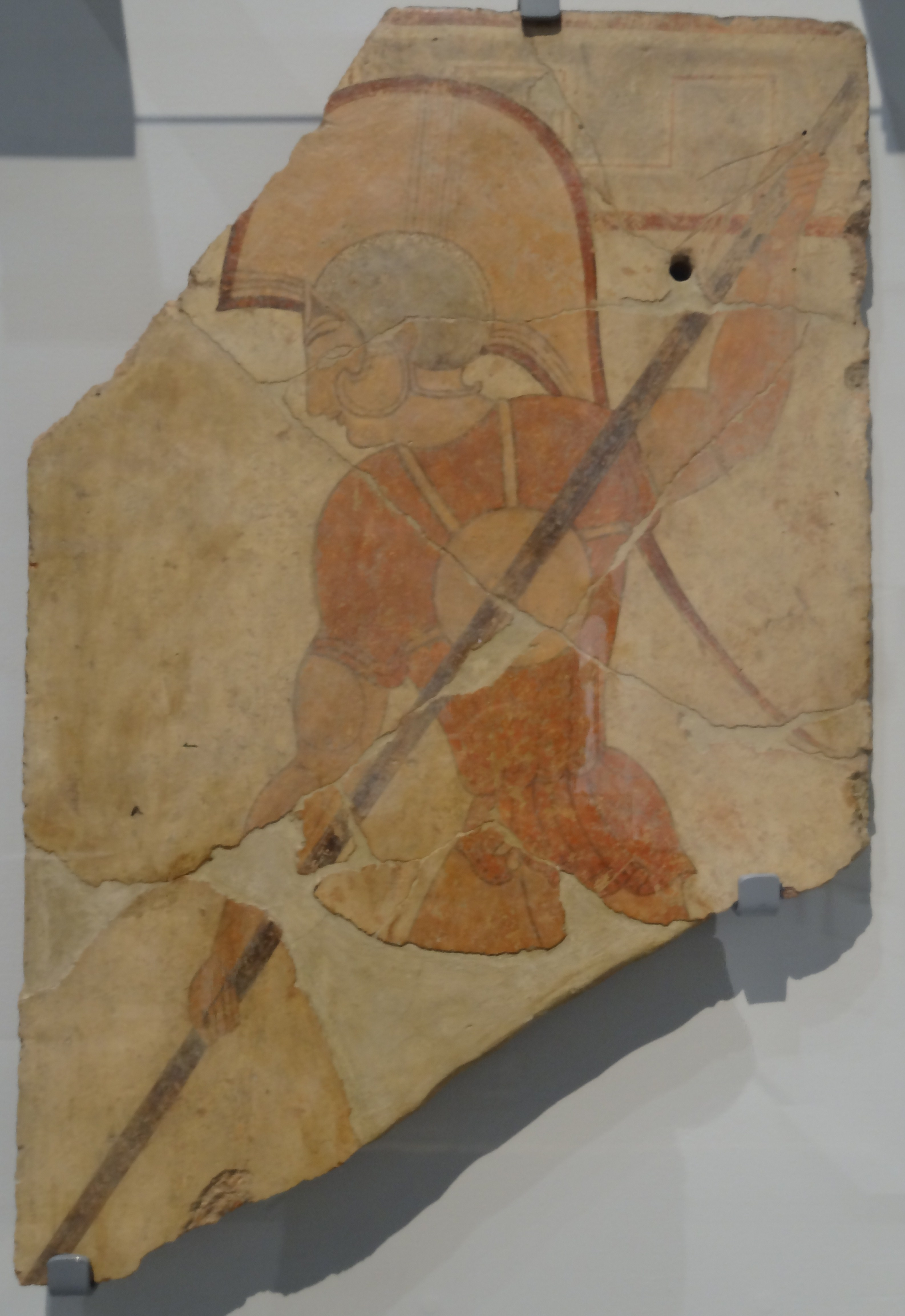
Guerrier étrusque portant un cardiophylax

Le Cardiophylax ou, plus rarement, Kardiophylakès, également parfois qualifié de plastron ou de pectoral, est un équipement défensif destiné à protéger (cf la racine grecque -phylact-, -phylax-) le thorax et plus précisément la zone du cœur. Il est généralement constitué de deux pièces métalliques - l'une protégeant le torse, l'autre - le dos, reliées par un système de fixation en cuir.
Ce type de protection corporelle est principalement utilisé dans l'antiquité de la péninsule italienne ou il apparaît antérieurement au VIIe siècle av. J.-C., voire dès l'époque villanovienne. L'usage au Moyen-Orient d'un équipement similaire, le double pectoral circulaire irtu, peut laisser supposer son apparition au sein des troupes de l'Urartu, dès le IXe siècle av. J.-C..
Parmi les protections de ce type, on peut mentionner les disques utilisés dans la région des Abruzzes, des disques en bronze d'une vingtaine de centimètres de diamètre, décorés d'animaux fantastiques ou stylisés. Les Samnites utilisaient des plaques pectorales et dorsales trilobées. Ultérieurement les cardiophylax se rapprochent de vrais cuirasses, s'agrandissant et s'ornant d'un motif de torse humain stylisé.
L'usage de telles pièce d'armure n'est cependant pas limité aux peuples italiques. Ainsi une armure similaire peut avoir été utilisé au Moyen-Orient, par les guerriers d' Urartu et d'Assyrie.

## Référence
1. ↑   Katrien Maes, Maria Luisa Nava, Stele Daunie. I., L'antiquité classique, Tome 53, p. 547-549, 1984.
2. ↑  Fabrice De Backer, Un plastron d’époque néo-assyrienne, Res Antiquae, no 9, p. 221-230, 2012.
3. ↑  Frank Van Wonterghem, Raffaella Papi, Dischi-corazza abruzzesi a decorazione geometrica nei musei italiani., Compte rendu, L'antiquité classique, Tome 62, p. 554-555, 1993.
4. 1 2  Bloch Raymond. Matériel villanovien et étrusque archaïque du Musée du Louvre. In: Monuments et mémoires de la Fondation Eugène Piot, tome 59, 1974. p. 45-70.
5. ↑  F. De Backer, Un plastron d'époque assyrienne, Res Antiquae, no 9, p. 221-230, 2012.